# Le Bosc-du-Theil
Le Bosc-du-Theil es una comuna nueva francesa situada en el departamento de Eure, de la región de Normandía.

## Historia
Fue creada el 1 de enero de 2016, en aplicación de una resolución del prefecto de Eure de 17 de diciembre de 2015 con la unión de las comunas de Le Gros-Theil y Saint-Nicolas-du-Bosc, pasando a estar el ayuntamiento en la antigua comuna de Le Gros-Theil.

## Demografía
| Gráfica de evolución demográfica de Le Bosc-du-Theil entre 1800 y 2013 |
|                                                                        |

Los datos entre 1800 y 2013 son el resultado de sumar los parciales de las dos comunas que forman la nueva comuna de Le Bosc-du-Theil, cuyos datos se han cogido de 1800 a 1999, para las comunas de Le Gros-Theil y Saint-Nicolas-du-Bosc de la página francesa EHESS/Cassini. Los demás datos se han cogido de la página del INSEE.

## Composición
| Comuna delegada       | Código INSEE | Población (2013) | Superficie (km²) | Densidad (hab./km²) |
| --------------------- | ------------ | ---------------- | ---------------- | ------------------- |
| Le Gros-Theil         | 27302        | 1011             | 10.87            | 93                  |
| Saint-Nicolas-du-Bosc | 27574        | 278              | 9.24             | 30                  |